# Yitzhak Shamir
Yitzhak Shamir (in ebraico יִצְחָק שָׁמִיר ; Różana, 15 ottobre 1915 – Tel Aviv, 30 giugno 2012) è stato un politico israeliano.

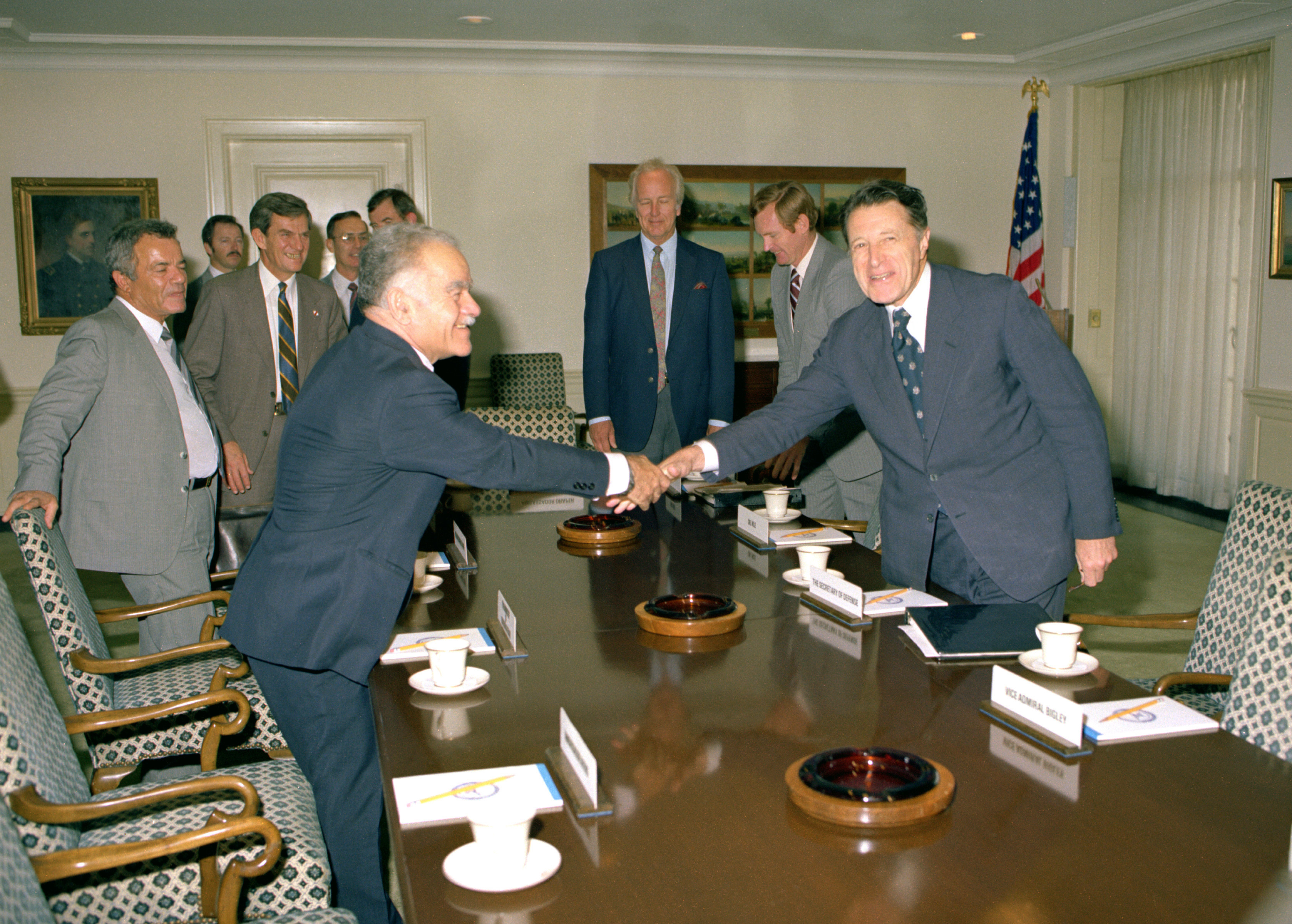
Yitzhak Shamir (a sinistra, coi baffi) stringe la mano al segretario della difesa statunitense Weinberger

È stato primo ministro di Israele due volte, dal 1983 al 1984 e dal 1986 al 1992. Inoltre, è stato un terrorista esponente della Banda Stern, gruppo paramilitare di matrice neo-fascista attivo negli anni quaranta.

## Biografia
Ebreo di origine polacca (il suo nome di nascita era Icchak Jaziernicki), studiò in Polonia ed emigrò in Palestina nel 1935. Fu un importante esponente della Banda Stern, responsabile di atti come l'assassinio del negoziatore ONU Folke Bernadotte e di Lord Moyne e del massacro di Deir Yassin. Successivamente fu reclutato dal Mossad per varie operazioni ad hoc (in particolare assassinii mirati) e lavorò all'operazione Damocle in Egitto.
Membro del partito conservatore Likud fin dalla fondazione (1977), di cui fu leader dal 1983 al 1992, fu deputato alla Knesset, ministro degli esteri e primo ministro. Dopo aver servito come presidente della Knesset e come ministro degli affari esteri, Shamir è stato eletto settimo primo ministro dello Stato d'Israele dopo le dimissioni di Menachem Begin da questa posizione nell'ottobre 1983. Shamir è stato primo ministro per oltre sei anni. Insieme al suo rivale politico, Shimon Peres, Shamir guidava il governo di unità nazionale istituito nel 1984, in cui i due ricoprivano alternativamente le cariche di primo ministro e ministro degli esteri (il 21º governo guidato da Peres e il 22º governo guidato da Shamir). Nel 1987-1988 è stato anche ministro dell'interno.
Nel 1988 il suo partito ha vinto le elezioni e Shamir ha guidato per la prima volta un altro governo di unità nazionale (il 23º governo), e dopo il "puzzolente esercizio", nel 1990, ha guidato un governo ristretto (il 24º governo). Shamir si è ritirato dalla guida del partito Likud, dopo che ha perso le elezioni della Knesset nel 1992. Fino alla vittoria di Benjamin Netanyahu alle elezioni interne del Likud nel 1993, Shamir ha servito come leader dell'opposizione. Shamir si ritirò dalla Knesset alla fine della XIII legislatura nel 1996.
Shamir era un uomo di rigida linea politica e seguace della Terra di Israele, e nonostante questo partecipò durante il suo mandato alla conferenza di Madrid, che alcuni consideravano un pericolo per la conservazione della Terra di Israele. In qualità di primo ministro, Shamir ha affrontato la caduta di missili sulle città israeliane durante la guerra del Golfo, e l'ha evitata per non mettere in pericolo l'integrità della coalizione di 34 nazioni guidata dagli gli Stati Uniti e con la cooperazione dei Paesi arabi che hanno combattuto contro Saddam Hussein.
Lasciò la politica attiva nel 1996. Nel 2001 ha ricevuto il Premio Israele alla carriera, per un contributo speciale alla società ed al Paese. Malato da tempo, è deceduto il 30 giugno 2012 a Tel Aviv.